# Лямжа, Иоахим
Иоахим Лямжа (пол. Joachim Lamża; род. 7 июля 1951) — польский актёр театра, кино, телевидения и кабаре.

## Биография
Иоахим Лямжа родился в Калише. Дебютировал в театре в 1972 году. Актёрское образование получил в Государственной высшей театральной школе в Варшаве (теперь Театральная академия им. А. Зельверовича), которую окончил в 1974 году. Актёр театров в Варшаве, выступает также в спектаклях «театра телевидения» (с 1974 года) и в представлениях телевизионного кабаре.

## Избранная фильмография
- 1975 — Опали листья с деревьев / Opadły liście z drzew
- 1975 — Директора / Dyrektorzy (только в 6-й серии)
- 1976 — Лозунг / Hasło
- 1977 — Страсть / Pasja
- 1978 — Кошки это сволочи / Koty to dranie
- 1978 — Жизнь, полная риска / Życie na gorąco (только в 8-й серии)
- 1979 — Доктор Мурек / Doktor Murek (только в 6-й серии)
- 1981 — Болдын / Bołdyn
- 1983 — Внутреннее состояние / Stan wewnętrzny
- 1984 — Ва-банк 2 / Vabank II czyli riposta
- 1985 — Кукушка в тёмном лесу / Kukułka w ciemnym lesie — гармонист
- 1986 — Герой года / Bohater roku
- 1987 — Кингсайз / Kingsajz
- 1995 — Чародей / Spellbinder — регент Лукан
- 1998 — Проститутки / Prostytutki
- 1998 — Экстрадиция 3 / Ekstradycja 3
- 1999 — Последняя миссия / Ostatnia misja
- 2003 — Король Убю / Ubu król
- 2009 — Реверс / Rewers
- 2011 — Меня зовут Ки / Ki